# TuS Vahr-Bremen
Der TuS Vahr-Bremen war ein Sportverein aus dem Bremer Stadtteil Vahr. Die Tischtennismannschaften der Damen und Herren spielten in den 1980er Jahren in der Bundesliga.

## Vereinsgeschichte
Der Verein wurde 1959 gegründet und war seit 1990 Stützpunktverein des Deutschen Sportbundes für dessen Projekt Sport mit Aussiedlern. Die Fußballabteilung wurde am 17. März 1976 als SC Vahr eigenständig und fusionierte im Jahre 2005 mit dem 1968 gegründeten SV Blockdiek zum SC Vahr-Blockdiek. Zum 1. Januar 2020 ging der TuS Vahr in der SG Bremen-Ost auf.

## Tischtennis
Im Tischtennis spielten sowohl die Herren als auch die Damen in den 1980er Jahren in den Bundesligen. Manager und Geldgeber in dieser Zeit war Bernd Köhler, Gastronom aus Bremen. 1981 waren 44 Teams gemeldet, womit der Verein diesbezüglich zu den führenden deutschen Clubs gehörte.
Die Herren stiegen innerhalb von vier Jahren von der Landesliga in die Bundesliga auf. 1981 waren sie bei Einführung der Zweiten Bundesliga mit dabei. Nach einem 9. Platz in der Saison 1981/82 wurden sie ein Jahr später Meister in der Gruppe Nord. Somit stieg die Mannschaft um Walter Gründahl, Jonny Hansen, Bernd Koslowski, Georg Smyrek, Wolfgang Froese, Bernd Berndt und Werner Zamzow in die 1. Bundesliga auf. Hier konnte sie sich zwei Spielzeiten lang mit den Plätzen 8 und neun halten, konnte sich jedoch 1985/86 in einer Abstiegsrunde nicht behaupten. Daraufhin zog der Verein die Herrenmannschaft aus der Bundesliga zurück.
Auch die Damen gehörten mit der Einführung der Zweiten Bundesliga 1981 zu den teilnehmenden Teams. Hier spielten sie acht Jahre lang und erreichten nacheinander die Plätze 3, 4, 6, 5, 8, 7, 6 und 9. 1988/89 stiegen sie ab.

## Persönlichkeiten
- Jürgen Erdmann
- Alan Griffiths
- Hans-Jürgen Herold
- Per-Sonne Holm
- Bernt Jansen
- Erik Lindh
- Thierry Miller
- Hajo Nolten
- Georg Smyrek